# Liste des maires de Sommières
Cet article dresse une liste par ordre de mandat des maires de Sommières.

## Liste des maires
| Période                                  | Période       | Identité                | Étiquette    | Qualité |
| ---------------------------------------- | ------------- | ----------------------- | ------------ | --- |
| Les données manquantes sont à compléter. |               |                         |              | |
| 1790                                     | 1791          | M. Barny de Roux        |              | Premier maire élu de Sommières                                                                                          |
| 1791                                     | 1793          | Pierre Oubxet           |              | |
| 1793                                     | 1794          | Antoine Viger           |              | |
| 1795                                     | 1796          | Jean-François Puech     |              | |
| 1796                                     | 1796          | M. d'Albenas            |              | |
| 1796                                     | 1796          | M. Sicard               |              | |
| 1796                                     | 1796          | M. Allier               |              | |
| 1796                                     | 1800          | M. d'Albenas            |              | |
| 1800                                     | 1809          | Antoine Viger           |              | |
| 1809                                     | 1810          | René Maurin             |              | |
| 1810                                     | 1818          | Jean Encontre-Gautier   |              | |
| 1818                                     | 1821          | Planque                 |              | |
| 1821                                     | 1829          | Jean-Jacques de Lamonie |              | |
| 1829                                     | 1830          | M. Portalier            |              | |
| 1830                                     | 1840          | Jean Barthélemy Griolet |              | |
| 1840                                     | 1848          | Achille Aubanel         |              | |
| 1848                                     | 1856          | Émile Boisson           |              | |
| 1856                                     | 1877          | Jules Roux              |              | |
| février 1877                             | juin 1877     | Jean Runel              |              | |
| 1877                                     | 1878          | Gustave Dax             |              | |
| février 1878                             | août 1878     | Camille Bonnaure        |              | |
| 1878                                     | 1881          | Frédéric Gaussorgues    | Républicain  | Ingénieur civil Conseiller général de Sommières Vice-président du conseil général du Gard Député                        |
| 1881                                     | 1882          | Edmond Boisson          |              | Conseiller général de Sommières                                                                                         |
| 1882                                     | 1888          | Alphonse Olivier        |              | Conseiller général de Sommières                                                                                         |
| 1888                                     | 1892          | Frédéric Gaussorgues    | Républicain  | Ingénieur civil Conseiller général de Sommières Vice-président du conseil général du Gard Député                        |
| 1892                                     | 23 août 1893  | Louis Jeanjean          |              | |
| 1893                                     | mars 1896     | Edmond Boisson          |              | Conseiller général de Sommières                                                                                         |
| 1896                                     | 1900          | Louis Jeanjean          |              | |
| 1900                                     | 1904          | Hippolyte Gaussen       |              | |
| 1904                                     | 1908          | Charles Guérin          |              | |
| 1908                                     | 1919          | Gustave Barbut          |              | |
| 1919                                     | 1925          | Louis Therond           |              | |
| mai 1925                                 | novembre 1925 | Louis Bernard           |              | |
| 1925                                     | 1929          | Albin Pélissier         |              | |
| 1929                                     | 1930          | Alfred Lauret           |              | |
| 1930                                     | 1944          | Raoul Gaussen           |              | Conseiller général de Sommières                                                                                         |
| 1944                                     | 1945          | Ernest François         |              | Président du comité départemental de libération                                                                         |
| 1945                                     | 1948          | Ernest François         |              | Élu maire |
| 1948                                     | 1952          | Clément Gaussen         |              | |
| 1952                                     | 1959          | Jean Vercler            |              | |
| 1959                                     | 1971          | Roger André             |              | |
| 1971                                     | 1977          | Albert Crumière         |              | |
| 1977                                     | 1983          | Louis Ducros            |              | |
| 1983                                     | 1992          | Jean-Marie Cambacérès   | PS           | Conseiller régional du Languedoc-Roussillon Député (1988-1993)                                                          |
| 1992                                     | 2001          | Madeleine Solignac      |              | |
| 2001                                     | 2005          | Alain Danilet           | RPR puis UMP | Fonctionnaire de police Député (1993,-1997) Chevalier de la Légion d'honneur, Candidat aux élections cantonales de 2004 |
| 2005                                     | 2020          | Guy Marotte,            | DVG          | Retraité de la fonction publique Vice-président de la CC du Pays de Sommières                                           |
| 2020                                     | En cours      | Pierre Martinez         |              | Professeur |